# True Colors (Cyndi-Lauper-Album)
True Colors ist das zweite Studioalbum der US-amerikanischen Sängerin Cyndi Lauper aus dem Jahr 1986.

## Hintergrund
Das Titellied, das von Billy Steinberg und Tom Kelly geschrieben wurde, sicherte Laupers Status als erfolgreiche Plattenproduzentin und Sängerin. Es wurde von zahlreichen anderen Künstlern – einschließlich Phil Collins, Natasha St. Pier, Anna Tsuchiya, Tanya Chua, Olivia Ong und Kasey Chambers – gecovert und wurde als Themenlied für die Olympischen Sommerspiele 1988, die Rugby-Union-Weltmeisterschaft 2003 und für Kodak Kameras und Filme verwendet.
Das Album erreichte in den Vereinigten Staaten Doppel-Platin-Status.
Während das Album in den Vereinigten Staaten relativ erfolgreich war, war dies im Vereinigten Königreich nicht der Fall. Auch in anderen Ländern erreichte es nicht den Erfolg des Vorgänger-Albums She’s So Unusual. Aus dem Album wurden die Singles True Colors, Change of Heart, What’s Going On, und Boy Blue ausgekoppelt. Jede Single hatte ein eigenes Musikvideo. Jedoch war das Video für „Boy Blue“ nicht mehr als eine Live-Performance von ihrem Zenith Konzert in Paris. Dieses Lied hinterließ auch keinen großen Eindruck in den Charts, obwohl das Musikvideo dazu im Sommer 1987 oft auf MTV gesendet wurde.
True Colors wurde in Japan als exklusive limitierte Ausgabe in einer digital überarbeiteten CD-Box wieder veröffentlicht, die elf Titel umfasste.

## Titelliste
1. Change of Heart (Essra Mohawk, Lauper) – 4:22
2. Maybe He’ll Know (John Turi, Lauper) – 4:25
3. Boy Blue (Steve B. Lunt, Jeff Bova, Lauper) – 4:46
4. True Colors (Billy Steinberg, Tom Kelly) – 3:46
5. Calm Inside the Storm (Rick Derringer) – 3:54
6. What's Going On (Marvin Gaye, Al Cleveland, Renaldo Benson) – 4:39
7. Iko Iko (Rosa Lee Hawkins, Barbara Ann Hawkins, Joan Marie Johnson, Jessie Thomas) – 2:08
8. The Faraway Nearby (Tom Gray, Lauper) – 3:00
9. 911 (Steve B. Lunt, Lauper) – 3:16
10. One Track Mind (Jimmy Bralower, Jeff Bova, Lennie Petze, Lauper) – 3:41

## Mitwirkende
Musiker
- Cyndi Lauper – Gesang, Emulator, Beatbox
- The Bangles – Gesang
- Adrian Belew – Gitarre
- Jeff Bova – Keyboard
- Jimmy Bralower – Perkussion, Schlagzeug, Beatbox
- Angela Clemmons-Patrick – Background Vocals
- Rick Derringer – Gitarre
- Anton Fig – Schlagzeug
- Jon Goldberger – Toneffekte
- Ellie Greenwich – Background Vocals
- Pee Wee Herman – Gastoperator bei „911“
- Robert Holmes – Gitarre
- Neil Jason – Bassgitarre
- Billy Joel – Vocals bei „Maybe He'll Know“
- Aimee Mann – Vocals
- John McCurry – Gitarre
- Lennie Petze – Percussion, Background Vocals
- Nile Rodgers – Gitarre
- Peter Wood – Synthesizer, Keyboard

Produktion
- Produzenten: Cyndi Lauper, Lennie Petze
- Ausführender Produzent: David Wolff
- Toningenieur: Brian McGee
- Assistierende Toningenieure: Jon Goldberger, Tim Kramer, Dave O’Donnell
- Mixing: Jason Corsaro, Brian McGee
- Mastering: George Marino
- Arrangeure: Cyndi Lauper, Adrian Belew, Jeff Bova, Jimmy Bralower, Stephen Broughton Lunt, Lennie Petze, Peter Wood
- Art Direction: Cyndi Lauper, Holland MacDonald
- Design: Holland MacDonald
- Fotografie: Annie Leibovitz

## Rezensionen
Allmusic bewertete das Album mit 3,5 von 5 Sternen.

## Kommerzieller Erfolg

### Chartplatzierungen
| ChartsChartplatzierungen       | Höchstplatzierung | Wochen/ Monate |
| ------------------------------ | ----------------- | -------------- |
| Deutschland (GfK)              | 20 (15 Wo.)       | 15 Wo.         |
| Österreich (Ö3)                | 15 (2½ Mt.)       | 2½ Mt.         |
| Schweiz (IFPI)                 | 8 (8 Wo.)         | 8 Wo.          |
| Vereinigte Staaten (Billboard) | 4 (44 Wo.)        | 44 Wo.         |
| Vereinigtes Königreich (OCC)   | 25 (12 Wo.)       | 12 Wo.         |

| ChartsJahrescharts (1987)      | Platzierung |
| ------------------------------ | ----------- |
| Vereinigte Staaten (Billboard) | 39          |

### Auszeichnungen für Musikverkäufe
| Land/Region                  | Auszeichnungen für Musikverkäufe (Land/Region, Auszeichnung, Verkäufe) | Verkäufe  |
| ---------------------------- | ---------------------------------------------------------------------- | --------- |
| Brasilien (PMB)              | Platin                                                                 | 250.000   |
| Frankreich (SNEP)            | Gold                                                                   | 100.000   |
| Hongkong (IFPI/HKRIA)        | Gold                                                                   | 10.000    |
| Kanada (MC)                  | 2× Platin                                                              | 200.000   |
| Neuseeland (RMNZ)            | 2× Platin                                                              | 40.000    |
| Schweiz (IFPI)               | Gold                                                                   | 25.000    |
| Vereinigte Staaten (RIAA)    | 2× Platin                                                              | 2.000.000 |
| Vereinigtes Königreich (BPI) | Silber                                                                 | 60.000    |
| Insgesamt                    | 1× Silber · 2× Gold · 7× Platin ·                                      | 2.685.000 |